# Anna Margrethe Lasson
Anna Margrethe Lasson, född i mars 1659 i Köpenhamn, död i mars 1738 i Odense, var en dansk författare. Hon var den första i Norden att få en prosaroman tryckt.
Lassons far var Jens Lasson (1625–1706), domare på Fyn, och hennes mor Margrethe Christensdatter Lund. Hon växte upp på Dalum kloster. Faderns död ruinerade familjen, och Lasson levde i fattigdom med sin syster. Hemmet såldes, men de fick tillåtelse att bo där livet ut.

## Författarskap
Anna Margrethe Lasson författade en berömd dikt till den norska poeten Dorothe Engelbretsdatter, vars verk hon beundrade. 1715 skrev hon det som skulle bli den första danska romanen – Den beklædte Sandhed – den första nordiska prosaromanen. Romanen trycktes 1723. Hennes pseudonym var Det danska språkets innerliga älskarinna Aminda (original: Det danske Sprogs inderlige Elskerinde Aminda). Med sin roman ville hon ge ett litterärt bidrag till det danska språket, och visa att även kvinnor kan skriva samt underhålla läsarna. Hon var i sin skrivkonst influerad av Madeleine de Scudéry.